# Вилађо Гулфи (Рагуза)
Вилађо Гулфи је насеље у Италији у округу Рагуза, региону Сицилија.
Према процени из 2011. у насељу је живело 686 становника. Насеље се налази на надморској висини од 430 м.